# Queen Mary's Army Auxiliary Corps

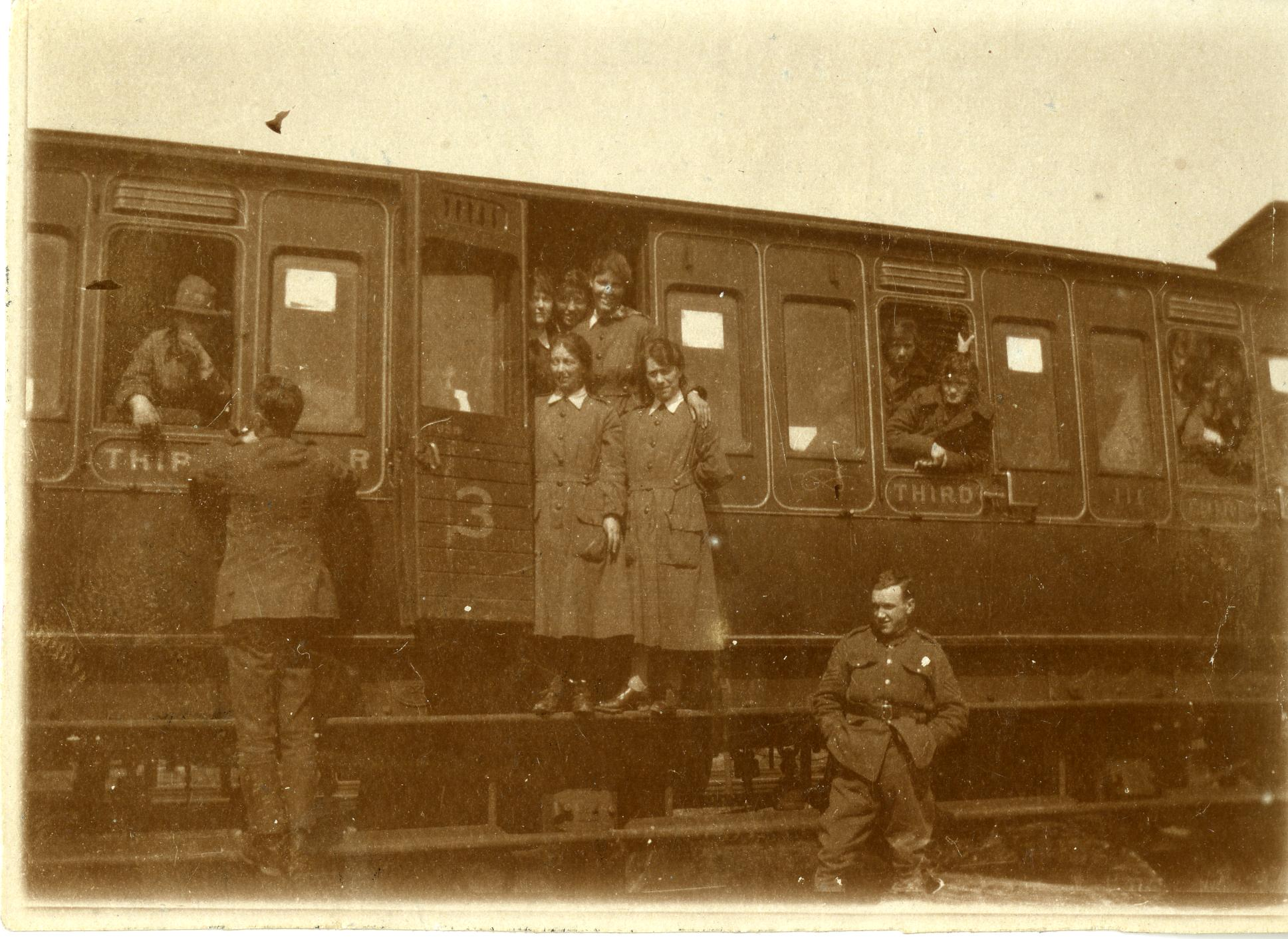
Queen Mary's Army Auxiliary Corps

Het Queen Mary's Army Auxiliary Corps (1918-1920) van het Britse leger was de opvolger van het in 1917, tijdens de Eerste Wereldoorlog, opgerichte Women's Army Auxiliary Corps (1917-1918). Beschermvrouwe was koningin Mary van het Verenigd Koninkrijk.
De Britse regering werd in 1917 door de enorme verliezen aan het front en de mobilisatie van een groot deel van de mannelijke bevolking geconfronteerd met een gebrek aan arbeidskrachten. Dat gold voor het front en ook voor de industrie en de landbouw.
De gekozen oplossing was het massaal inschakelen van vrouwen. Dit op initiatief van de Schotse arts en suffragette Mona Chalmers Watson. Het leger verbrak een eeuwenoude traditie en trok vrouwen aan om de mannen aan het front te ondersteunen. Zij werden geen vechtende soldaat maar vielen wel onder de krijgstucht. Tussen januari 1917 en november 1918 traden 57000 vrouwen toe tot het Women's Army Auxiliary Corps. Op 31 maart 1917 werden de eerste vrouwen, het ging om 14 kokkinnen en serveersters. naar het front in Frankrijk gestuurd. Het corps werd in 1921 ontbonden.
De mobilisatie van vrouwen in leger en industrie heeft in het Verenigd Koninkrijk de emancipatie van de vrouw en de strijd voor vrouwenkiesrecht een enorme stimulans gegeven. 
De laatste WAAC veteraan was Ivy Lillian Campany die in 2008 stierf.